# Multi-protagonist film
Multi-protagonist film er en filmgenre, der er kendetegnet ved at have et flere karakterer - og ikke bare en enkelt protagonist - der så er at finde i forskellige handlingstråde. Disse tråde kan være helt adskilte fra hinanden eller de kan krydse hinandens spor. Eksempler på genren er Robert Altmans Nashville (1975) og Short Cuts (1993), Paul Thomas Andersons Magnolia (1999), Richard Curtis' Love Actually (2003), Paul Haggis' Oscarvinder Crash (2004) og Alejandro González Iñárritus Babel (2006). Typisk for multi-protagonistfilmen er, at den fremhæver forskelligheder mellem sociale rum og mennesker i stedet for at have et mere singulært perspektiv. Den fokuserer på parallelitet i stedet for centrere fortællingen omkring en narrativ, kausal fremdrift og har således ofte et stærkere fokus på karakterskildring end handling. Genren er karakteriseret ved at indeholde forskellige slags karakterer, forskellige livsopfattelser og at skildre forskellige sociale og kulturelle rum. Især Robert Altman står som en central instruktør inden for denne genre. Multi-protagonist fortællinger findes også i tv-serier som fx Game of Thrones (2011-2019)